# YUBA liga 1964
La YUBA liga 1964 è stata la 20ª edizione del massimo campionato jugoslavo di pallacanestro maschile. La vittoria finale è stata ad appannaggio dell'OKK Belgrado.

## Regular season
|     | Squadra               | G  | V  | P  | PF    | PS    | Pt. |
| --- | --------------------- | -- | -- | -- | ----- | ----- | --- |
| 1.  | OKK Belgrado          | 18 | 15 | 3  | 1.520 | 1.320 | 30  |
| 2.  | Zadar                 | 18 | 12 | 6  | 1.362 | 1.286 | 24  |
| 3.  | Stella Rossa Belgrado | 18 | 12 | 6  | 1.387 | 1.335 | 24  |
| 4.  | AŠK Lubiana           | 18 | 11 | 7  | 1.512 | 1.365 | 22  |
| 5.  | Željezničar Karlovac  | 18 | 11 | 7  | 1.261 | 1.175 | 22  |
| 6.  | Lokomotiva Zagabria   | 18 | 9  | 9  | 1.361 | 1.347 | 18  |
| 7.  | Partizan Belgrado     | 18 | 8  | 10 | 1.352 | 1.382 | 16  |
| 8.  | Radnički Belgrado     | 18 | 7  | 11 | 1.215 | 1.359 | 14  |
| 9.  | Spalato               | 18 | 5  | 13 | 1.090 | 1.214 | 14  |
| 10. | Slovan Lubiana        | 18 | 0  | 18 | 1.219 | 1.496 | 0   |

| YUBA liga 1964         |
| ---------------------- |
| OKK Belgrado 4º titolo |

## Formazione vincitrice
| N° | Naz.                  | Ruolo | Sportivo           |  | Alt. |  |
| -- | --------------------- | ----- | ------------------ |  | ---- |  |
|    | Jugoslavia (bandiera) | AG    | Radivoj Korać      |  | 196  |  |
|    | Jugoslavia (bandiera) | C     | Trajko Rajković    |  | 204  |  |
|    | Jugoslavia (bandiera) |       | Slobodan Gordić    |  | 192  |  |
|    | Jugoslavia (bandiera) |       | Milan Tošić        |  |      |  |
|    | Jugoslavia (bandiera) |       | Bruno Pavelić      |  |      |  |
|    | Jugoslavia (bandiera) |       | Milorad Erkić      |  |      |  |
|    | Jugoslavia (bandiera) | P     | Miodrag Nikolić    |  | 188  |  |
|    | Jugoslavia (bandiera) |       | Zoran Bojković     |  |      |  |
|    | Jugoslavia (bandiera) |       | Božidar Milojković |  |      |  |
|    | Jugoslavia (bandiera) |       | Ljubomir Stanković |  |      |  |
|    | Jugoslavia (bandiera) |       | Momčilo Pazmanj    |  |      |  |
|    | Jugoslavia (bandiera) | All.  | Borislav Stanković |  |      |  |